# Ace Combat Advance
Ace Combat Advance é um jogo eletrônico de tiro desenvolvido pela Human Soft e publicado pela Namco. É um título derivado da série Ace Combat e foi lançado exclusivamente para Game Boy Advance em 22 de fevereiro de 2005 na América do Norte e em 25 de agosto de 2006 na Europa. Diferentemente dos jogos anteriores da série, Advance não é um simulador de combate aéreo, mas sim um título de tiro visto de cima em que o jogador precisa destruir diferentes alvos para completar missões. A história acompanha um esquadrão de combate que é enviado para destruir um esquadrão superavançado de aeronaves subordinado a General Resource, uma megacorporação que está procurando derrotar todas as suas concorrentes.